# فيليب بيلينج
فيليب أنيانوو بيلينج (بالإنجليزية: Philip Anyanwu Billing)‏ (من مواليد 11 يونيو 1996) لاعب خط وسط لنادي الدوري الإنجليزي الممتاز بورنموث والمنتخب الدنماركي.

## الأندية

### هادرسفيلد تاون
بعد توقيعه على إيسبيرغ في وطنه الدنمارك، انضم فيليب إلى هادرسفيلد تاون في عام 2013 بموجب عقد للشباب. وقع علي عقد لمدة أربع سنوات في أكتوبر 2013. بعد أداء جيدا لكل من تحت 18 عام وتحت 21 عام، وقال انه لأول مرة الأولى فريقه للنادي كلاعب بديل في هزيمته 2-0 ضد ليستر سيتي في ملعب جون سميث في 26 أبريل 2014.
وجاءت أول بداية له مع فريق تيريارز بعد 18 شهرًا في تعادله 2-2 أمام ريدينغ في استاد ماديجسكي في 3 نوفمبر 2015. وجاء هدفه الأول للنادي من 30 ياردة ضد نوتينجهام فورست في سيتي غراوند وفازوا ب2 -0 في 13 فبراير 2016. في 19 نوفمبر 2016، سجل هدفه الثاني للنادي مع كرة من 32 ياردة في خسارة 3-2 ضد كارديف سيتي.
حصل علي مكان في التشكيلة أكثر فأكثر ببطء في التشكيلة. بعد 10 مباريات جيدة في موسم 2015–1616، وقع فيليب على تمديد عقد في مارس 2016. وقد حقق تقدمًا في موسم 2016-2017. كان سينتقل إلى نادي كريستال بالاس في الدوري الإنجليزي الممتاز. لعب 24 مباراة وسجل هدفين في المجموع في ذلك الموسم. بعد هذا الموسم، تم اختيار فيليب ليكون لاعب الشباب لهذا الموسم في هادرسفيلد تاون وتم اختيار هدفه ضد كارديف سيتي في نوفمبر 2016 بهدف هذا الموسم.

## دوليا
ولد فيليب في الدنمارك وهي من أصل نيجيري. ولعب لمنتخب الدنمارك للشباب تحت 19 وتحت 21.
قام بظهوره الوحيد في دوري أبطال أوروبا تحت 19 سنة في 4 سبتمبر 2014، كبديل في فوزه 2-1 على فريق كرة القدم الوطني النرويجي لأقل من 19 سنة في لينغدال. في 9 مارس 2017، تم استدعاؤه إلى فريق الدنمارك تحت 20 سنة لمواجهة فريق جمهورية التشيك تحت 20 عامًا وفريق رومانيا لأقل من 20 عامًا. ولعب مع المنتخب تحت 21 في مباراة تأهيلية في بطولة أوروبا 2019 ضد جزر فارو في 31 أغسطس 2017؛ انتهى بالفوز 3-0. ظهر مرة أخرى بعد أسبوع في مباراة تأهيلية أخرى، فاز فيها الفريق 6-0 أمام ليتوانيا.

## إحصاءات
آخر تحديث اعتبارا من مبارة 15 إبريل 2023.
| النادي        | الموسم   | الدوري                   | الدوري | الدوري | كأس الاتحاد الإنجليزي | كأس الاتحاد الإنجليزي | كأس رابطة الأندية الإنجليزية المحترفة | كأس رابطة الأندية الإنجليزية المحترفة | آخر   | آخر   | المجموع | المجموع |
| النادي        | الموسم   | المسمى                   | اللعب  | أهداف  | اللعب                 | أهداف                 | اللعب                                 | أهداف                                 | اللعب | أهداف | اللعب   | أهداف   |
| ------------- | -------- | ------------------------ | ------ | ------ | --------------------- | --------------------- | ------------------------------------- | ------------------------------------- | ----- | ----- | ------- | ------- |
| هدرسفيلد تاون | 2013–14 ‏ | دوري البطولة الإنجليزية  | 1      | 0      | 0                     | 0                     | 0                                     | 0                                     | —     | —     | 1       | 0       |
| هدرسفيلد تاون | 2014–15 ‏ | دوري البطولة الإنجليزية  | 0      | 0      | 0                     | 0                     | 0                                     | 0                                     | —     | —     | 0       | 0       |
| هدرسفيلد تاون | 2015–16 ‏ | دوري البطولة الإنجليزية  | 13     | 1      | 0                     | 0                     | 0                                     | 0                                     | —     | —     | 13      | 1       |
| هدرسفيلد تاون | 2016–17 ‏ | دوري البطولة الإنجليزية  | 24     | 2      | 4                     | 0                     | 0                                     | 0                                     | 0     | 0     | 28      | 2       |
| هدرسفيلد تاون | 2017–18 ‏ | الدوري الإنجليزي الممتاز | 16     | 0      | 4                     | 0                     | 2                                     | 1                                     | —     | —     | 22      | 1       |
| هدرسفيلد تاون | 2018–19 ‏ | الدوري الإنجليزي الممتاز | 27     | 2      | 0                     | 0                     | 0                                     | 0                                     | —     | —     | 27      | 2       |
| هدرسفيلد تاون | المجموع  | المجموع                  | 81     | 5      | 8                     | 0                     | 2                                     | 1                                     | 0     | 0     | 91      | 6       |
| نادي بورنموث  | 2019–20  | الدوري الإنجليزي الممتاز | 34     | 1      | 1                     | 2                     | 1                                     | 0                                     | —     | —     | 36      | 3       |
| نادي بورنموث  | 2020–21  | دوري البطولة الإنجليزية  | 34     | 8      | 4                     | 0                     | 2                                     | 0                                     | 2     | 0     | 42      | 8       |
| نادي بورنموث  | 2021–22  | دوري البطولة الإنجليزية  | 40     | 10     | 1                     | 0                     | 1                                     | 1                                     | —     | —     | 42      | 11      |
| نادي بورنموث  | 2022–23 ‏ | الدوري الإنجليزي الممتاز | 30     | 7      | 1                     | 0                     | 1                                     | 0                                     | —     | —     | 32      | 7       |
| نادي بورنموث  | المجموع  | المجموع                  | 138    | 26     | 6                     | 2                     | 5                                     | 1                                     | 2     | 0     | 152     | 29      |
| المجموع       | المجموع  | المجموع                  | 219    | 31     | 15                    | 2                     | 7                                     | 2                                     | 2     | 0     | 243     | 35      |